# 14 de fevereiro nos Jogos Olímpicos de Inverno de 2010
O dia 14 de fevereiro foi o terceiro dia de competições dos Jogos Olímpicos de Inverno de 2010. Neste dia foram disputadas competições de sete esportes e cinco finais.

## Esportes
| - Biatlo - Combinado nórdico - Esqui estilo livre - Hóquei no gelo | - Luge - Patinação artística - Patinação de velocidade |

## Resultados

### Biatlo
O francês Vincent Jay conquista a medalha de ouro no velocidade masculino com o tempo de 24:07.8 min, o norueguês Emil Hegle Svendsen e o croata Jakov Fak ficaram com as medalhas de prata e de bronze respectivamente.

### Combinado nórdico
No Combinado nórdico, o francês Jason Lamy-Chappuis, leva a medalha de ouro, depois de 25:47.1 minutos de prova. A prata ficou com estadunidense Johnny Spillane. Já o bronze ficou com o italiano Alessandro Pittin. Líder nos saltos, o finlandês Janne Ryynänen foi apenas o vigésimo sexto no cross-country.

### Esqui estilo livre
O canadense Alexandre Bilodeau conquista a primeira medalha de ouro na prova de moguls masculino com 23.17 pontos, ficando à frente do australiano Dale Begg-Smith, que ficou com a prata, e do estadunidense Bryon Wilson que ficou com a medalha de bronze.

### Hóquei no gelo
Acontece a primeira rodada do grupo B feminino. Na primeira rodada, os Estados Unidos derrotaram a seleção chinesa por 13 gols a 1. Na outro jogo, a Rússia saiu na frente, com gol de Aleksandra Vafina, mas perdeu para a Finlândia por 5 a 1.
Todos os horários estão em UTC-8.
| 14 de fevereiro | Estados Unidos USA | 12 – 1                    | CHN China           | UBC Winter Sports Centre                |
| 12h00           | Angela Ruggiero 2:50' Kelli Stack 9:56' Jenny Potter (3) 14:22' 18:01' 21:18' Meggan Dughan (2) 17:40' 43:59' Lisa Chesson 23:46' Jocelyne Lamoureux 39:39' Molly Engstrom 50:43' Natalie Darwitz 54:43' Julie Chu 59:21' | (5-0, 3-0, 4-1) Relatório | Jin Fengling 57:39' | Público: 5,278 Árbitro: FIN Ulla Sipila |

| 14 de fevereiro | Finlândia FIN                                                                           | 5 – 1                     | RUS Rússia               | UBC Winter Sports Centre                   |
| 16h30           | Saija Sirvio 09:30' Marjo Voutilainen Venla Hovi 37:36' Nina Tikkinen (2) 42:25' 49:32' | (1-1, 2-0, 2-0) Relatório | Aleksandra Vafina 06:11' | Público: 5,275 Árbitro: CAN Mary Anne Cage |

### Luge
Acontece a final no luge individual masculino. O alemão Felix Loch confirmou o favoritismo e ficou com a medalha de ouro. O seu compatriota David Möller ficou em segundo lugar, com apenas 679 décimos de diferença. O italiano Armin Zöggeler ficou com o bronze.

### Patinação artística
Começa a competição de Pares no Pacific Coliseum com um programa curto. Os chineses Shen Xue e Zhao Hongbo conseguem a melhor marca do dia, conquistando 76.66, quebrando o recorde mundial. Há uma grande expectativa de que os chineses levem o ouro no dia seguinte.

### Patinação de velocidade
A tcheca Martina Sáblíková conquistou a medalha de ouro com o tempo de 4:02,53 min na prova de 3000 m feminino, a alemã Stephanie Beckert ficou com a medalha de prata e a canadense Kristina Groves leva mais uma medalha de bronze para o Canadá.

## Campeões do dia
Esses foram os "campeões" (medalhistas de ouro) do dia:
| Medalhas de Ouro        | Medalhas de Ouro        | Medalhas de Ouro    | Medalhas de Ouro    | Medalhas de Ouro |
| Modalidades             | Categoria               | Atleta (s)          | País                | Ref.             |
| ----------------------- | ----------------------- | ------------------- | ------------------- | ---------------- |
| Biatlo                  | Velocidade masculino    | Vincent Jay         | FRA França          | [ 1 ]            |
| Combinado nórdico       | Pista normal individual | Jason Lamy-Chappuis | FRA França          | [ 2 ]            |
| Esqui estilo livre      | Moguls masculino        | Alexandre Bilodeau  | CAN Canadá          | [ 4 ]            |
| Luge                    | Individual masculino    | Felix Loch          | GER Alemanha        | [ 8 ]            |
| Patinação de velocidade | 3000 m feminino         | Martina Sáblíková   | CZE República Checa | [ 10 ]           |

## Líderes do quadro de medalhas ao final do dia 14
País sede destacado
| Ordem | País               | Medalha de ouro | Medalha de prata | Medalha de bronze |   |
| ----- | ------------------ | --------------- | ---------------- | ----------------- | - |
| 1     | FRA França         | 2               |                  | 1                 | 3 |
| 2     | GER Alemanha       | 1               | 3                |                   | 4 |
| 3     | USA Estados Unidos | 1               | 2                | 3                 | 6 |
| 4     | CAN Canadá         | 1               | 1                | 1                 | 3 |
| 5     | KOR Coreia do Sul  | 1               | 1                |                   | 2 |